# 普里特里兴
普里特里兴是德国巴伐利亚州的一个市镇。总面积25.38平方公里，总人口2409人，其中男性1209人，女性1200人（2011年12月31日），人口密度95人/平方公里。